# ویلافراتی
ویلافراتی (به ایتالیایی: Villafrati) یک کومونه در ایتالیا است که در استان پالرمو واقع شده‌است. ویلافراتی ۲۵٫۶ کیلومتر مربع مساحت و ۳٬۳۵۰ نفر جمعیت دارد و ۴۵۵ متر بالاتر از سطح دریا واقع شده‌است.